# Vesicularia longo-fluitans
Vesicularia longo-fluitans är en bladmossart som beskrevs av Brotherus 1908. Vesicularia longo-fluitans ingår i släktet Vesicularia och familjen Hypnaceae. Inga underarter finns listade i Catalogue of Life.